# 剧阳县
剧阳县，中国古县名。
西汉置，治所在今山西省应县东北，属雁门郡。王莽时改善阳县。东汉复改剧阳县。西晋废。 